# اسنباخ
اسنباخ (به آلمانی: Essenbach) یک شهر در آلمان است که در بایرن واقع شده‌است.

## خصوصیات
اسنباخ ۸۳٫۵۷ کیلومترمربع مساحت دارد ۳۹۱ متر بالاتر از سطح دریا واقع شده‌است.

## خواهرخوانده
شهرهای Savigneux و Savignano Irpino خواهرخوانده‌های اسنباخ هستند.